# Joe Brooks
Joe Brooks est un acteur américain né le 14 décembre 1923 à Los Angeles en Californie et mort le 5 décembre 2007 dans la même ville.

## Filmographie

### Cinéma
- 1944 : Alerte aux marines : un pilote
- 1953 : The All American : un footballeur
- 1953 : Mon grand : un enchérisseur
- 1955 : À l'est d'Éden : le citadin au carnaval
- 1955 : Le Renard des océans : le marin
- 1955 : La Furieuse Chevauchée : un citadin
- 1955 : Le Tigre du ciel : le responsable du magasin
- 1956 : Santiago : un homme de Pike
- 1957 : Torpilles sous l'Atlantique : un soldat allemand
- 1958 : Le Bal des maudits
- 1958 : Trois bébés sur les bras : le journaliste
- 1958 : Born Reckless : un cowboy
- 1959 : Ce monde à part : le photographe
- 1959 : Blue-jeans : l'homme du traiteur
- 1960 : Les Rôdeurs de la plaine : le 5e homme au carrefour
- 1961 : L'Étau se resserre (Man-Trap)
- 1961 : Appartement pour homme seul : un chauffeur
- 1962 : The Couch : un camionneur
- 1962 : L'Amour à l'italienne
- 1963 : Ma femme est sans critique (Critic's Choice) de Don Weis : un catcheur
- 1964 : Le Bataillon des lâches : Luke Bannerman
- 1964 : Les Sept Voleurs de Chicago : Gisborne
- 1964 : Kisses for My President : le photographe
- 1964 : Les Cheyennes : le barman
- 1965 : Harlow, la blonde platine : l'assistant-directeur
- 1967 : Hôtel Saint-Gregory : le photographe
- 1969 : La Kermesse de l'Ouest : un mineur
- 1975 : La Chevauchée sauvage
- 1976 : La Chouette Équipe : Umpire
- 1976 : Le Bus en folie : un passager du bus
- 1984 : Gremlins : Dave Meyers déguisé en Père Noël
- 1986 : La Prison des sévices : le gardien du parking
- 1986 : Eye of the Tiger : Jake

### Télévision
- 1958 : Cheyenne : une sentinelle armée (1 épisode)
- 1962 : Rawhide : le député, une sentinelle et Heckler (4 épisodes)
- 1963 : Temple Houston (1 épisode)
- 1964 : Grindl : un homme (1 épisode)
- 1964 : Ma sorcière bien-aimée : Umpire (1 épisode)
- 1964 : Les Monstres : le premier ouvrier (1 épisode)
- 1965 : Slattery's People : Sam Fancher (1 épisode)
- 1965 : Jinny de mes rêves : Crane Driver (1 épisode)
- 1965-1967 : F Troop : Trooper Vanderbilt (48 épisodes)
- 1966-1967 : Batman : Visor et Fat Man (4 épisodes)
- 1970 : La Fraternité ou la Mort
- 1972 : Love, American Style : le Père Noël (1 épisode)
- 1972 : Pursuit : un policier
- 1975-1977 : L'Homme qui valait trois milliards : Janitor et un portier (2 épisodes)
- 1977 : Exo-Man
- 1983 : L'Homme qui tombe à pic (1 épisode)